# Friedrich Benedict Carpzov II.
Friedrich Benedict Carpzov II. (* 21. Oktober 1702 in Zittau; † 5. Oktober 1744 in Wittenberg) war ein deutscher Jurist und Rechtswissenschaftler.

## Leben
Als Sohn Johann Benedict Carpzov III. geboren, studierte er von 1722 zuerst an der Universität Wittenberg und wechselte später an die Universität Leipzig und bevorzugte dabei ein Studium der Rechtswissenschaften. 1726 wurde er in Zittau Notar, 1727 Amtsadvokat in der Lausitz und 1731 Amtsadvokat des Kurfürstentums Sachsen. 1735 ging er als Privatdozent nach Wittenberg zurück und erwarb sich am 12. August 1735 den akademischen Grad eines Doktors der Rechtswissenschaften. 
Obwohl er einen Ruf als außerordentlicher Professor an die Universität Göttingen mit einem guten Gehalt von 200 Talern ablehnte, konnte er an der Leucorea nicht recht Fuß fassen. Als schuld daran wird seine bissige Satire gegen seine Kollegen angesehen, sodass er 1742 eine unbesoldete Professur für Natur- und Völkerrecht antreten musste, die aber in keiner Weise seine finanziellen Verhältnisse verbesserte und mit der er, bis zu seinem durch Schwindsucht hervorgerufenen Tod, 1744 leben musste. Carpzov wurde von seinen Zeitgenossen als umgänglicher und lebensfroher Mensch geschildert, seine letzten Lebensjahre verbitterten ihn jedoch, so dass er eigensinnig und mürrisch wurde.

## Werke
- Acta jureconsultorum, oder neueste Nachrichten von gelehrter Juristen Leben und Schriften Wittenberg, 8 Teile, 1734–1737
- Nova Acta jureconsultorum Wittenberg, 9 Teile, 1738–1739
- Streitschrift (Stricturae) gegen Joh. Pertschens Traktat vom Recht der Beichtstühle Wittenberg, 1739